# ACT Promoção da Saúde
A ACT Promoção da Saúde (ACT+) é uma organização não governamental brasileira fundada em 2006 para promover ações contra o tabagismo. É formada por grupos sociais, associações médicas, comunidades científicas e ativistas, contando com o apoio da Organização Pan-Americana de Saúde, da Agência Nacional de Vigilância Sanitária e do Instituto Nacional do Câncer. A ACT+ teve como antecedente a Rede Tabaco Zero e foi fundada pela socióloga Paula Johns.
As ações da ACT+ voltam-se à redução dos impactos sociais e ambientais da produção, consumo e exposição à fumaça do tabaco, especialmente a partir de pressão sobre governos por políticas antitabagistas e campanhas de conscientização social sobre problemas associados ao consumo e à indústria do cigarro, controlando o desenvolvimento da Convenção Quadro para Controle do Tabaco no Brasil. Dentre as principais ações da ACT+ estão a campanha pela inserção de advertências em embalagens de cigarros sobre problemas de saúde causados pela fumaça de tabaco e a pela limitação do comércio de cigarros em caixas de bares, supermercados e padarias.
A atuação da ACT+ lhe rendeu o reconhecimento do programa de empreendedores sociais da Ashoka, em 2010.

## Ações

### Fiscalização de campanhas publicitárias
A ACT+ promove ações que visam a identificar e limitar o impacto de campanhas publicitárias de fabricantes de cigarro, especialmente as dirigidas a jovens. Contribuiu com o estudo que influenciou o Procon a multar a Philip Morris em R$ 1,1 milhão, em agosto de 2014, por conta de propaganda abusiva.

Paula Johns, fundadora da Aliança de Controle do Tabagismo.

### Realização de material antitabagismo
Em 2014, a ACT+ lançou o documentário "Dois Pesos e Duas Medidas", dirigido por Rodrigo Gontijo, que denuncia os impactos negativos do cigarro à saúde. Entre outros depoimentos, está o do aposentado José Carlos Marques, cujas pernas foram amputadas, supostamente em virtude de uma doença relacionada ao consumo de cigarros.
Em 2012, a ACT+ lançou um comercial televisivo e uma página na internet pela proibição de publicidade de cigarros nos pontos de venda, numa campanha chamada "Limite Tabaco". O filme está disponível no Youtube, com o título "Filme da Campanha Limite Tabaco". A empresa Souza Cruz acionou a Justiça para que o comercial não fosse mais transmitido, por supostamente conter informações falsas sobre estratégias de venda de cigarros. A decisão judicial foi contra vetar a circulação da peça da ACT+.

### Pesquisa sobre tabagismo
A ACT+ fez em 2012 um levantamento sobre o impacto sanitário do tabagismo no Brasil, que indicou que, em 2011, foram gastos no Brasil R$ 21 bilhões em tratamentos relacionados ao tabagismo e que o consumo de cigarros esteve associado a 13% dos óbitos no país nesse ano. A pesquisa, que contou com a participação da Fundação Oswaldo Cruz, listou as principais doenças relacionadas ao tabagismo, como doenças cardíacas, doenças pulmonares obstrutivas crônicas, cânceres de pulmão e acidentes vasculares cerebrais. O então ministro da Saúde Alexandre Padilha, em entrevista, considerou o estudo da ACT+ "um instrumento valioso para se mensurar o impacto dos custos do tabagismo no SUS".